# Бій за пункт пропуску Маринівка 5 червня 2014
Бій за пункт пропуску Маринівка — перша спроба бойовиків ДНР встановити контроль над стратегічно важливим об'єктом в Донецькій області — КПП Маринівкою. Бій відбувся 5-6 червня 2014 року, в ході літніх боїв за пункт пропуску.
Після невдалого бою проросійські сили 7 червня зайняли Савур-Могилу.

## Перебіг подій
5 червня групою озброєних російських бойовиків перетнутий кордон та вчинений напад на прикордонний пункт пропуску Маринівка з боку Російської Федерації, в результаті чого було поранено 5 прикордонників України.
За повідомленням Державної прикордонної служби України, 5 червня 2014 р. о 15.15 прикордонники помітили накопичення сил російських бойовиків в районі пункту пропуску «Маринівка» з боку Російської Федерації. За 1 кілометр від пункту пропуску колона терористів у складі БТР, 4 КамАЗів, обладнаних крупнокаліберними кулеметами «Утьос», 3 мікроавтобусів та 4 легкових автомобілів розвернулася у бойовий порядок й о 16.05 почала атаку на український пункт пропуску «Маринівка». Українськими прикордонниками знищено один КамАЗ терористів, який заїхав на територію України. Проте з української території до цього пункту пропуску також підтяглися більше сотні російських бойовиків. Прикордонники під керунком підполковника Вадима Резнікова, коли закінчилися набої, за його наказом підпалили суху траву, вогонь якої не допустив нападників до пункту пропуску.
В ході операції українська військова авіація двічі завдавала вогневі удари по озброєним формуванням, що намагалися прорватись в Україну. За повідомленням Державної прикордонної служби України, до пункту пропуску на допомогу прикордонникам висунувся також зведений загін Держприкордонслужби та Збройних сил України, який прибув на місце бою о 20:00 й сходу вступив у бій з терористами. На той момент з боку прикордонного відомства було 5 поранених. Після надання їм медичної допомоги всі вони виявили бажання продовжувати бій. Після атак авіації та силового посилення прикордонників частина терористів, які атакували пункт пропуску «Маринівка» з нейтральної смуги зі сторони Російської Федерації, втекла назад на територію Росії.
Після 16-годинного бою з терористами перемога дісталася військовим України. Завдяки спільним діям Державної прикордонної служби та Збройних сил України в ході бою біля та в межах пункту пропуску «Маринівка» було знищено автомобіль «Урал», два автомобілі КамАЗ та БТР терористів.

## Втрати
Серед українських бійців 5 чоловік було поранено.
6 червня 2014 року Олександр Ходаковський заявив в інтерв'ю, що батальйон «Восток» в ході бою втратив 1 бійця загиблим.
17 липня 2014 року в матеріалі «РІА» наводиться інформація про 20 загиблих бойовиків у ході бою.
По даним історика Євгена Норина втрати батальйону склали 2 убитих і 10 поранених.

## Наслідки
Після невдалого бою проросійські сили відійшли. Частина бойовиків утекла назад на територію Росії та безперешкодно там базувалася, інша частина — закріпилася в місті Сніжне Донецької області та з метою моніторингу дій українських сил і коригування артилерійських обстрілів з території Росії створила укріплений пункт на висоті Савур-Могила, на той час незайнятому. Згодом за контроль над курганом розгорнулися важкі бої.

## Матеріали
- Пункт пропуску «Маринівка» після тривалого бою [Архівовано 8 травня 2016 у Wayback Machine.]
- Бой под Мариновкой 7 июня глазами журналиста «The Sunday Times»(рос.)